# 駄作 (ゲーム)
『駄作』（ださく）とは、CYCLETから2014年11月28日に発売されたアダルトゲームである。
2015年9月25日にダウンロード限定で発売されたアフターストーリー『駄作 〜アリスとクロエ、結ばれる日〜』が発売されたほか、2016年2月5日には本編とアフターストーリーを合わせたセット商品『駄作 〜ヌイアワセ〜』が発売された。
本項では『駄作 〜アリスとクロエ、結ばれる日〜』についても合わせて解説する。
本作では平凡な仲良し男女5人組がある事件を機に心のうちに秘めた負の感情を爆発させていく様子が描かれており、エログロなどの過激な描写が強く、サイコホラーとしての要素も含まれている。
1周目で共通ルートをクリアすると個別ルートが解放され、個別ルートをクリアすると共通ルートの続きとなる真ルートが解放される。
アリスルートのアフターストーリー『アリスとクロエ、結ばれる日』では立ち絵・CGともにE-moteが導入されており、状況に合わせてキャラクターの表情が変化する仕組みとなっている。なお、環境設定を変えることで通常の一枚絵にすることも可能である。
2020年にはWaffleより、本作の流れをくむ『蛇足』が発売される予定であり、引き続き桜庭がシナリオライターを務める。なお、『蛇足』開発に当たり『駄作』のキャラクターや設定等を使用する許諾を株式会社ランバ・アミューズから得ている。

## あらすじ
プロローグ
灰樹由貴と3人の少年少女たちと親しくなり、彼らと平和な日常を過ごしていた。だが、彼らの胸の内には狂った本性があり、ある出来事を機にそれが露見し、暴走していった。

### アリスとクロエ、結ばれる日
アリスとクロエと由貴の三角関係は、それぞれの望む愛情を与え合うということで解決したかに見えたが、ある人物の介入により、新たなる展開を見せた。

## 登場人物
灰樹 由貴（はいき ゆうき）
声：鶴屋春人
主人公。少々弱気なものの心優しい人物。
実は女性寄りの両性具有で、なおかつ性同一性障害でもあったため、アリス達と親しくなる前までは、現在以上に内向的な人物だった。
以上の設定もあり、2周目からボイスが流れる仕組みになっている。
菜々ヶ木 アリス（なながき ありす）
声：桜水季
由貴が学園に入学した時に親しくなった女子生徒で、2年生に進級した後も同級生として親しく接している。
共通ルートでは由貴にストーカーについて相談した。
一見すると少々天然ながらも明るい性格の持ち主だが、実際はかなり腹黒く、幼少時に双子の妹であるクロエに暴行を加え続け、あるとき彼女にやけどを負わせてしまった結果、児童養護施設に送られた経緯を持つ。
アリスルート終盤では、三角関係を改善すべく左半身の大半を棄てた。
凛藤 華愛美（りんどう はなみ）
声：木多野あり
由貴が2年生になったときに親しくなった女子生徒。アリス同様明るい性格だが、気が強いところがあり、少々気弱な由貴や浮いたところのあるアリスに対して突っ込みを入れることが多い。運動も勉強もよくできるが、それをひけらかすことはない。
由貴と出会う前は、自己中心的な性格で皆からちやほやされており、他のクラスメートと共に小保志をゲーム感覚で虐めていた。小保志の凌辱の現場にいただけでなにもしていなかったため退学を免れるも、彼女の自殺をもって、悪事をとがめられないことが罰であるということを思い知る。
華愛美ルートでは、小保志の死の罪悪感から逃れるべく由貴に自らを罰してほしいと頼みこんだ。
蓄井 そまり（たくわい そまり）
声：斎藤シフ
由貴たちの友人である1年生。先輩であるアリスを通じて、由貴たちと知り合った。小柄な体格に反し、ヒロインたちの中では最も胸が大きい。ポジティブな性格だが頭が悪いため、文武両道の華愛美にあこがれている。かなりの怖がりで、怪談程度でも怖がってしまう。また、元から明るかったわけではなく、かつては気弱な性格だった。
葵矢 枢（あおや とぼそ）
声:柚木サチ
由貴が学園に入学した時に親しくなった生徒。男の娘であり、自らの女装癖やオッドアイを逆手に取った邪気眼ネタで笑い飛ばしているものの、実際は性同一性障害に苦しんでいる。そのこともあってか、由貴が女性であることを既に見抜いていた。また、薬物を服用している。

菜々ヶ木 クロエ（なながき くろえ）
声：桜水季
アリスの双子の妹。アリスに対してネガティヴな感情を抱いている。片足が義足になっており、右目を包帯で隠している。
「ぶひぇひぇひぇ」という変な笑い方をするが、これは顔にやけどを負ったことにより顔面神経が麻痺し、口角がうまく上がらないことに由来する。
『アリスとクロエ、結ばれる日』では、性格が丸くなっている。
小保志 安子
華愛美の同級生で、よく屋上に来ていた。華愛美を含む数人の女子から度重なるいじめを受けた末、華愛美に恨みのメールを送って飛び降り自殺をした。

## 制作
『駄作』のシナリオは、Cycブランドの多くの作品でシナリオを手掛けた桜庭丸男が担当し、ディレクターはえもんが務めた。メーカー側は「普通の少女たちの中にある渇望、執念、嫉妬、劣等感」などを主題としているとGame-Styleに寄せたコメントの中で述べている。
桜庭は「萌えゲーシナリオを書いていて『優等生でも暴言を吐くときがあるのではないか』と思うようになり、過激なシーンや性格の悪いヒロインの登場を考え、年頃の少女の不安定さや人間らしさを追求した結果、本作ができた」と電撃姫とのインタビューの中で振り返っている。また、ストーカーというテーマは、主人公がプレイヤーのコントロールから外れて暴走していく様をゲームで表現したいと考えた結果によるものである。
Cycというブランドが元々低価格ゲームの制作を主にしていたため、企画当初は現在の共通ルートのみの短編作品だったが、諸問題から規模が大きくなった。
桜庭にとって本作が初めての企画であり、どこまで細かな注文を付ければよいのかわからなかったため心理描写や設定が明記されていない具体性に欠けたプロットになってしまったと、のちの電撃姫.comとのインタビューで振り返っている。
桜庭は、プロットの段階ではなくシナリオ執筆に当たり心理描写を入れたうえで暴力的なシーンを作る方針を立てており、マゾヒズムなどシーン成立における必然の理由を考えたうえでキャラクターの設定を作っていった。
桜庭は、アリスを白い見た目をした腹黒いキャラクターとして設定し、クロエをその逆のキャラクターとして創造した。そして、主人公である由貴は、アリスとクロエに挟まれた存在であることと、男でも女でもなくその中間にいる人物という観点から、灰色というイメージを持つ人物として出来上がった。
枢の名前は、留め具としての「とまら」と、それを受け止めるくぼみとしての「とぼそ」の両方を意味することから、「とまら」を男性器に「とぼそ」をそれぞれ女性器に見立て、雌雄の二面性を持つキャラクターにふさわしいとしてつけられた。また、桜庭は彼の名前の読みを「とぼそ」とした理由として、彼が抱える性同一性障害に対する自分なりのリスペクトであると2020年5月6日のツイートの中で説明している。
原画を務めた憂狐は、グロテスクな表現の仕方に苦心しつつも、可愛さを失わないように注意を払い、ハードな場面であっても若干控え目な絵面にしたと語っている。
主人公・灰樹由貴を演じた鶴屋春人は2024年の「BugBug」とのインタビューの中で、楽しく演じることができたと振り返っている。また、普段は事前にキャラクターの流れを把握したうえでそれを演技に落とし込むようにしているが、悲しい場面の後晴れやかな気分になり、自分でもその感情を理解できぬまま演技を続行した。収録後、悲しいと感じていたのは鶴屋自身であり、由貴自身はそう思っていないことに気づき、本番でその経験ができたことは良かったものの、戸惑いがあったと鶴屋は2024年の「BugBug」とのインタビューの中で振り返っている。鶴屋はこのインタビューの中で同じ経験はなかったと述べており、由貴から「悲しまれるのは有難迷惑」と言われた気がしたとはいえ、彼に対する感謝の気持ちがあり、『駄作』と由貴には特別な思い入れがあると話している。
2014年3月4日に公式サイトが公開され、2014年7月18日には パッケージ版の発売日が2014年9月26日に決定したと発表された。2014年9月3日、発売日が11月28日に延期になったことが発表され、体験版の発表も予定より遅くなることもあったが、パッケージ版は予定通り11月28日に無事発売された。
ネタバレにならない程度の情報を公開してユーザーの想像力をかき立たせ、プレイ後も考察できるような販促展開を目指していたため、企画の時点で販促の予定をたてていたと、えもんはGetchu.comでのコラムで語っている。"駄作"というタイトルもプレイ後ユーザーに考察してもらうためにつけたもので、桜庭の提案によるものである。

### アフターストーリー
『駄作』はもともと続篇制作の予定はなかったが、ユーザーからの反響を受け、『駄作 〜アリスとクロエ、結ばれる日〜』が作られることになった。
続篇制作の提案を受けた桜庭は、「ゲームの中で全員死なせたはずなのに続篇を作るのか」と驚き、瀕死ながらも生存しているアリスのアフターストーリーを作ることにした。この際、他キャラクターの後日談も書きたいと考えていたが、パラレルワールドを構築してユーザーを混乱させないためにもアリスをメインに据えつつ、本編のキャラクターのうち幾人かを登場させた。

## スタッフ
- シナリオ・企画：桜庭丸男
- 原画：憂狐
- ディレクター：えもん

## 主題歌
オープニングテーマ「化け物は」
作詞 - 赤奥刺 / 作曲 - HIRO.K / 歌 - RUNA

## 反響
本作はGetchu.comの2014年11月セールスランキングで20位を記録し、「ほかのぶっ飛んだ作品同様テーマが深く定まっており、苦手な人には全く勧められないが、グロテスク要素を受け入られたうえで真意を考察して楽しむ人にはお勧めしたい」という評価がなされた。また、先行発売された本作のダウンロード版はダウンロード販売サイトDL Getchu.comの2015年度上半期 商業ランキング（ゲーム）で42位を記録した。
萌えゲーアワードでは、年間ランキングの50位にランクインした。
ユーザーから反響が寄せられたことについては予想通りだったとえもんは振り返っている。
男の娘である枢のルートが特に人気が高かった一方、人気投票ではクロエが一位だった。

### 『アリスとクロエ、結ばれる日』の反響
『アリスとクロエ、結ばれる日』は発売から3日後の9月27日付のGetchu.com最新商業ランキングで1位を獲得し、DL Getchu.comの2015年度下半期 商業ランキング(ゲーム)で2位を記録した。